# Nova Glória
Nova Glória är en kommun i Brasilien.   Den ligger i delstaten Goiás, i den centrala delen av landet, 180 km väster om huvudstaden Brasília. Antalet invånare är 8 514.
Omgivningarna runt Nova Glória är en mosaik av jordbruksmark och naturlig växtlighet. Runt Nova Glória är det mycket glesbefolkat, med 4 invånare per kvadratkilometer.